# Cynthia Harris
Cynthia Harris (Nueva York, 9 de agosto de 1934-Nueva York, 3 de octubre de 2021) fue una actriz estadounidense de cine y televisión.

## Trayectoria
Fue conocida por el papel de la suegra de carácter dominante de Jamie Buchman, el personaje interpretado por Helen Hunt en la serie de televisión Mad About You. También ha aparecido en series y películas de televisión, como L. A. Law y All My Children, y en el drama clásico Edward & Mrs. Simpson como la duquesa de Windsor. Durante casi 20 años interpretó a «Mrs. B.» en los anuncios de televisión de la cadena de grandes almacenes Bradlees, ya desaparecida. Además, fue también uno de los codirectores artísticos de la compañía Off Broadway, The Actors Company Theatre, con la que ha aparecido en obras de teatro como Home de David Storey y Bedroom Farce de Alan Ayckbourn.

## Filmografía
Entre sus actuaciones destacan:
- Rescue Me (2004)
- Revenge of the Middle-Aged Woman (2004)
- The Geena Davis Show (2000)
- An American Daughter (2000)
- Now and Again (1999)
- The Reef (1999)
- Life of the Party (1998)
- Harrison: Cry of the City (1996)
- All My Children (1970)
- Mad About You (1993)
- The Distinguished Gentleman (1992)
- Mannequin Two: On the Move (1991)
- The Ann Jillian Show (1989)
- Kate & Allie (1989)
- Ask Me Again (1989)
- Pancho Barnes (1988)
- Tres hombres y un bebé (1987)
- The Women's Club (1987)
- L.A. Law (1987)
- Izzy & Moe (1985)
- Reuben, Reuben (1983)
- Tempest (1982)
- Quincy, M.E. (1982)
- The Princess and the Cabbie (1981)
- Archie Bunker's Place (1981)
- Hart to Hart (1980)
- Doctor Franken (1980)
- Edward & Mrs. Simpson (1978)
- Three's Company  (1979)
- Husbands, Wives & Lovers (1978)
- Breaking Up (1978)
- Sirota's Court (1976)
- Coffee, Tea or Me? (1973)
- Up the Sandbox (1972)
- Isadora (1968)